# Priego de Córdoba
Priego de Córdova é um município da Espanha na província de Córdova, comunidade autónoma da Andaluzia. Tem 288,27 km² de área e em 2021 tinha 22 251 habitantes (densidade: 77,2 hab./km²).

## Demografia
| Variação demográfica do município entre 1991 e 2004 | Variação demográfica do município entre 1991 e 2004 | Variação demográfica do município entre 1991 e 2004 | Variação demográfica do município entre 1991 e 2004 |
| --------------------------------------------------- | --------------------------------------------------- | --------------------------------------------------- | --------------------------------------------------- |
| 1991                                                | 1996                                                | 2001                                                | 2004                                                |
| 21177                                               | 21732                                               | 22378                                               | 22906                                               |